# Gente muy antigua
Gente muy antigua es una historia relatada en una carta que H. P. Lovecraft le enviara a Donald Wandrei, fechada en Providence, el 3 de noviembre de 1927.
El relato fue publicado por primera vez en la revista Scienti-Snaps luego de morir el autor, en el verano de 1940.
La carta comienza con las palabras "Querido Melmoth", el apodo asignado a Wandrei dentro del círculo de Lovecraft, posiblemente en referencia al personaje central de la novela Melmoth el errabundo.

## Argumento
En su carta, Lovecraft relata, según sus propias palabras, «un sueño muy vívido y claro ... con tales connotaciones terroríficas que estoy seguro algún día plasmaré en papel». En el sueño, el autor es un oficial romano que en una época cercana al final de la república acude con sus soldados a un poblado cercano a Pompaelo. En ese lugar, dos veces al año, hacia los inicios de mayo y noviembre, habitantes de los cerros cercanos secuestran personas del poblado y realizan rituales malignos, provocando el terror en la población. Esos seres son la "gente muy antigua" a la que alude el título, relacionados con lo diabólico y las prácticas del Sabbath.